# Georges Maurios
Georges Maurios (né le 22 novembre 1934, à Narbonne dans l'Aude) est un architecte français. Il vit et travaille à Paris et en Grèce.

## Biographie

### Formation

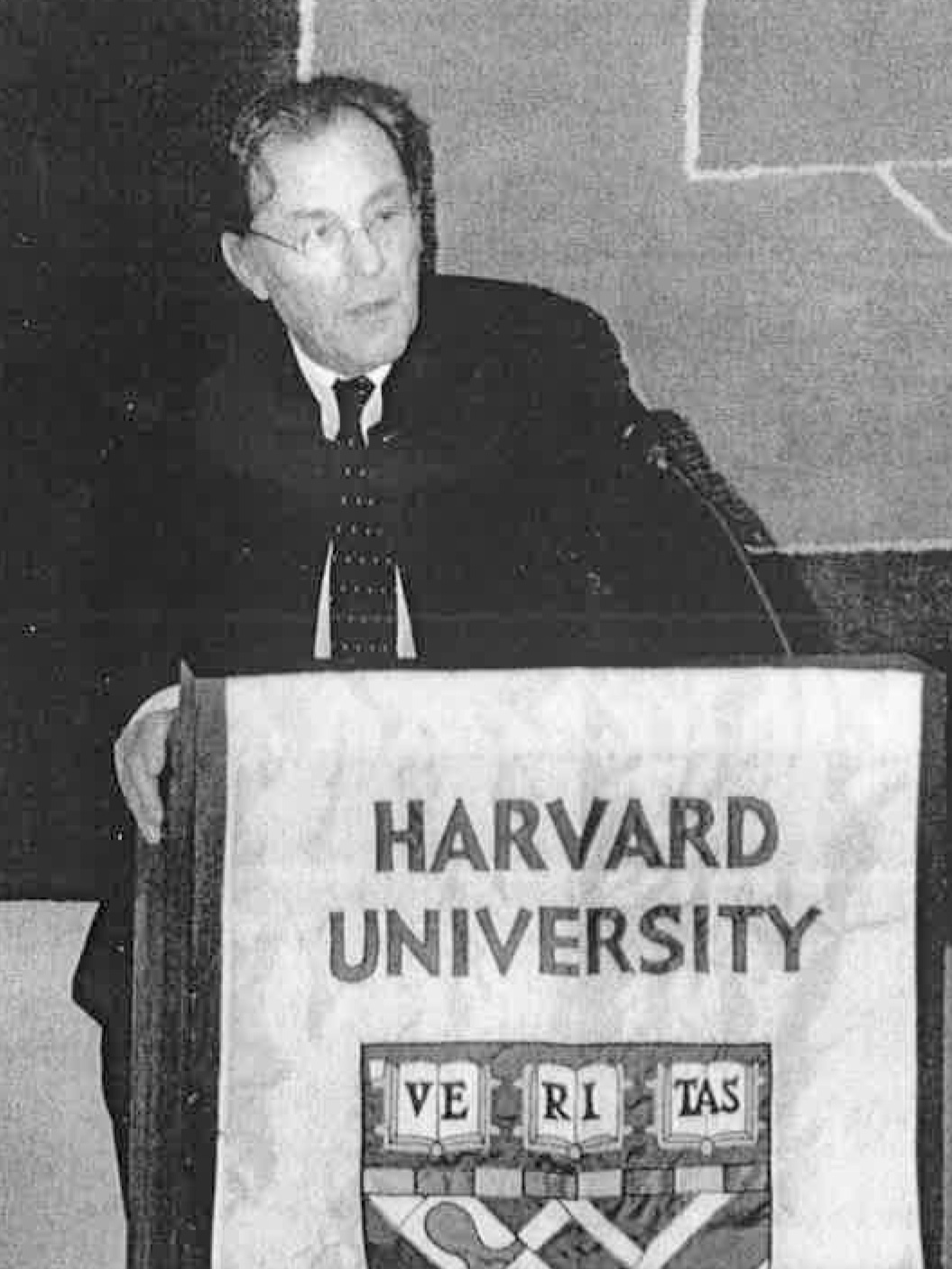
Georges Maurios en conférence à Harvard

Attiré très jeune par le métier d’architecte, il s’inscrit après son baccalauréat, à l’École des Beaux-Arts de Paris dans l’atelier Lemaresquier. Au bout de quelques années, il rejette définitivement l’enseignement académique et régressif donné à cette époque aux Beaux-Arts et rencontre André Wogensky, bras droit de Le Corbusier, qui l’embauche dans son atelier.
Il fait alors la connaissance de Iannis Xénakis, Jacques Michel, Fernand Gardien, et tous les autres collaborateurs de Le Corbusier, qui, au bout de six mois, lui conseillent d’aller poursuivre sa formation à Chandigarh, la nouvelle capitale du Punjab, en Inde, dessinée par Le Corbusier.
En 1957, après avoir traversé par la route, l’Italie, la Grèce, la Turquie, l’Iran et le Pakistan, G. Maurios est accueilli à Chandigarh par Pierre Jeanneret, cousin et associé de Le Corbusier. Il travaille alors pendant quelques mois comme dessinateur dans le bureau du Capitol Project. Au début de 1958, il rejoint à Ahmedabad et pour deux mois l’atelier de BV Doshi, architecte indien, ex-collaborateur de Le Corbusier.  G. Maurios rentre à Paris et est alors recommandé à Josep Lluís Sert, alors le doyen de la « Graduate School of Design » de l’Université de Harvard. Après un semestre préparatoire à l’école d’architecture de Berkeley, en Californie, sous la direction de Ernesto Rogers, G. Maurios rejoint Harvard et obtient son « Master in Architecture » en juin 1960 avec mention spéciale.
C'est à Harvard qu'il rencontre comme professeurs : le doyen J. L. Sert, l'historien Sigfried Giedion, et l’étoile montante de l’architecture américaine Louis Kahn, professeur à Yale. 

### Recherches
Influencé par les idées de Louis Kahn, et en particulier la distinction entre les « espaces servants » et les « espaces servis », G. Maurios entreprend, en rentrant à Paris en 1961 une recherche sur les structures porteuses creuses irriguées de fluides et destinées à la construction de logements. Il se passionne en particulier pour les logements adaptables et transformables, et la flexibilité dans le logement ; il met également au point un ensemble de cabines et d’éléments en polyester répondant exhaustivement à toutes les fonctions sanitaires et celles de la cuisine et des rangements. Ces idées intéressent le Groupe Saint-Gobain Pont-à-Mousson mais faute de marchés suffisamment importants, l’aventure s’arrête au stade des prototypes d’usine.
Sa rencontre avec l’ingénieur Nicolas Esquillan le conduit à déposer quelques années plus tard un brevet de construction intitulé « Procédé Boussiron-Maurios ». Suit en 1970/1972, grâce à la création du Plan Construction au Ministère de l’Équipement, une réalisation expérimentale de 116 logements en accession à la propriété (Les Marelles), à Boussy-Saint-Antoine dans un ensemble immobilier de la Caisse des Dépôts (SCIC), où les acquéreurs composent eux-mêmes le plan de leur logement à partir d’une maquette à très grande échelle, et sous les yeux d’un psychosociologue et d’un architecte qui rendront compte de toutes leurs observations dans un rapport pour le Plan Construction. Il est associé à l'architecte franco-américain Bernard Kohn pendant quelques années.

### Enseignement
- En 1966, G.Maurios est appelé comme assistant dans l’Atelier Bossu.
- En 1969, il participe à la création d’UP 8 (future école de Paris-Belleville) et enseigne pendant un an à l’École Spéciale d’Architecture à Paris.
- En 1972, il rejoint le groupe d’enseignants de UP 1 (Paris Villemin).
- En 1981, il devient professeur 1re catégorie et enseigne jusqu’en 1998 à Paris la Défense.
- En 1985, il enseigne comme professeur – invité à l’École Polytechnique Fédérale de Lausanne.
- En 1997, il participe à la création de l’École de La Ville et des Territoires à Marne-la-Vallée, où il enseigne jusqu’en 2000.

## Réalisations

### 1972
- G. Maurios utilise pour la première fois en France le système Jawerth (suédois) constitué de câbles et contre câbles en acier tendus formant des fermes métalliques, pour la construction d’une usine de tôlerie fine à Saint-Géniés (Dordogne).

### De 1973 à 1980
- Lauréat du concours de Maisons Solaires.
- Constructions de logements et d’équipements publics en villes Nouvelles (Cergy, Évry, Melun Sénart).
- Projets pour la Régie Renault : scénographie urbaine pour tester les maquettes grandeur des voitures ; nouvelle carrosserie pick-up pour la 4L, centre d’entretien de véhicules industriels à Issy...

### De 1980 à 1990
- Concours international pour l’Opéra Bastille : projet primé classé 10e.
- Concours pour la Cité de la Musique à la Villette.
- Concours pour la Tête Défense.
- Construction de crèches à Paris.
- Construction d’un ensemble de 170 logements sociaux à Cergy-Pontoise.
- Construction du Centre Urbain de Belfort (le Passage de France) : 146 logements, bureaux, commerces, équipements publics, place et parking public.
- Construction du Centre Urbain de Drancy : logements duplex et Cité Administrative.
- Concours pour l’Hôtel du Département du Bas-Rhin, et celui de l’Ariège.
- Lauréat en 1984 du concours pour la réalisation de l’Institut Français de Hongrie à Budapest.
- Lauréat du concours de 167 logements lancé par la RIVP rue de Fontarabie à Paris 20 et réalisation en 1986 des logements et d’une crèche.
- Concours en 1988 de l’Aménagement du Parc de Passy en collaboration avec Didier Maufras et Michel Corajoud architecte-paysagiste. Projet primé.
- Création en 1986 d’une SARL et installation de l’Atelier G. Maurios et de l’habitation de l’architecte, dans l’ancien consulat de Hongrie rue Saint-Jacques à Paris 5e, après transformations et surélévation[6],[7],[8],[9].
- Réalisation entre 1988 et 1990 d’immeubles d’habitation dans le 13e et le 15e et d’une usine près de Lyon.
- Immeuble d’habitation rue Manin 19e ZAC Manin-Jaurés.
- Centre Urbain de Pierrefitte (93) Logements, place publique, marché couvert, etc.

### 1989 – 1992

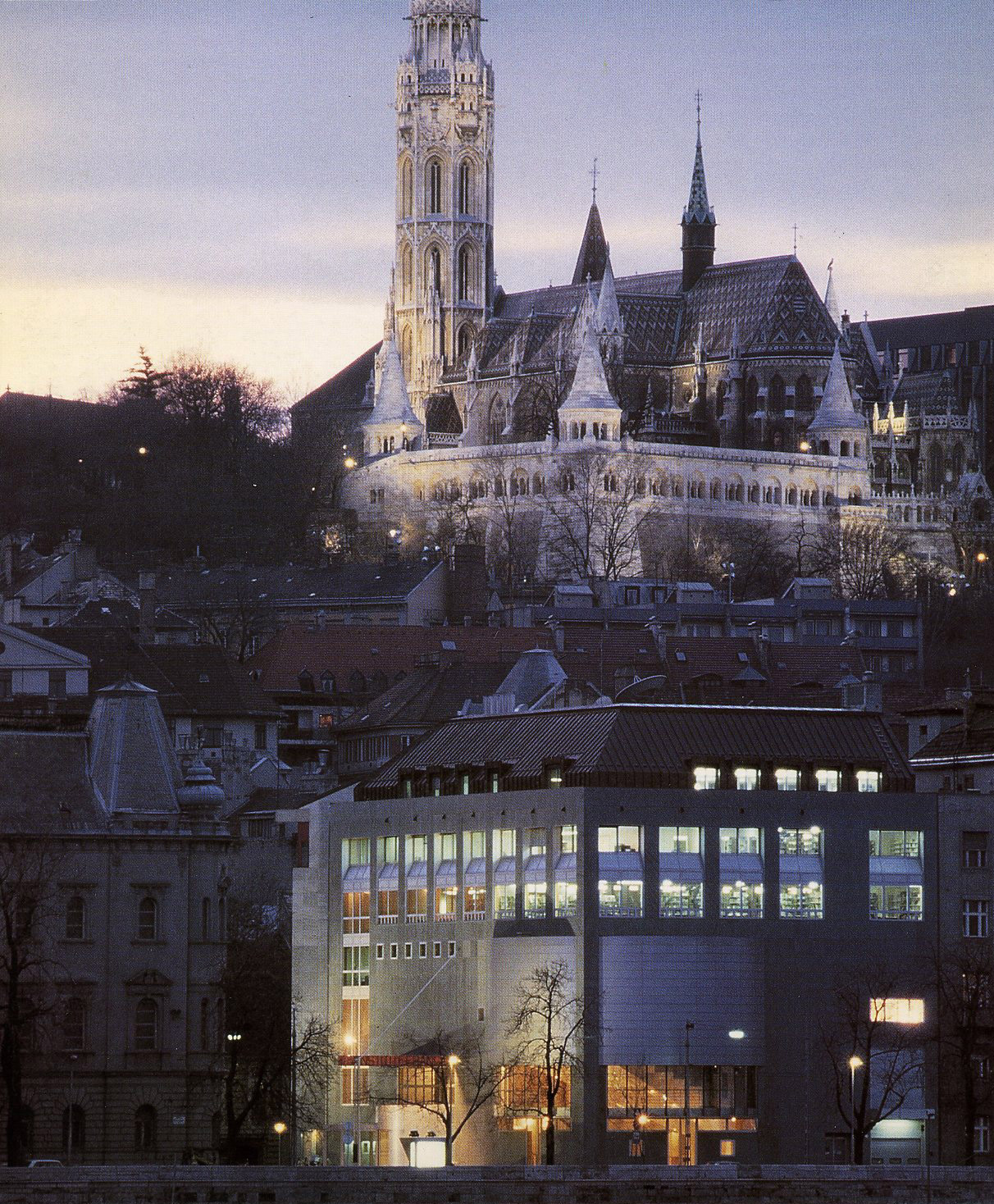
Institut Français de Hongrie à Budapest - 1992

- Construction de l’Institut Français de Hongrie à Budapest[10].

### 1990 à 2000
- Construction de résidences universitaires à Paris, et Limoges.
- Ensembles de logements à Créteil, Saint-Denis.
- Concours d’ambassades de France à Singapour, Montevideo.
- Projet de relocalisation pour la DGSE
- Sous-station SNCF à Paris quai d’Issy
- Logements à Melun-Sénart.
- Études et réalisations pour le CROUS à Paris (studios pour chercheurs rue des Saint-Pères)[11]
- Immeuble d’habitation de 90 logements pour l’UAP à Paris 12e
- Lauréat du concours pour l’aménagement des rives de Seine à Argenteuil (100,000 m2 de bureaux, logements, activités, commerces, etc.)
- Résidence étudiante de 300 studios à Bures –sur – yvette pour le Crous de Versailles
- Construction du siège de la société Philips Eclairage à Ivry-sur-seine : 10,000 m2 bureaux
- Immeuble d’habitation de 80 logements quai de la Gare à Paris 13e
- Immeuble de bureaux à Puteaux pour le siège de EDF ouest[12],[13]
- Projet d’hôtel 3/4 étoiles de 300 chambres pour Melia hoteles quai d’Issy à Paris 15e
- Construction d’un immeuble de 45 studettes rue de Chartres Paris 18e pour l’OPAC
- Laureat du concours pour la construction de l’Institut Français d’Haîti à Port-au Prince[14]
- Projet de villages de maisons économiques dans la région de Caracas (pour la banque Mondiale)

### 2000 à 2010
- Maison expérimentale en acier Passage Monténégro Paris 19e[15],[16].
- Immeuble de 30 logements sociaux rue de la Villette Paris 19e pour la RIVP.
- Résidence Universitaire de 52 studettes et 2 restaurants rue Mazet à Paris 6e pour le Crous de Paris.
- Réhabilitation des 5 Hangars du Port Autonome de Bordeaux en collaboration avec Claude Marty.
- Immeuble de logements privés « la Treille » rue Mazet Paris 6e.
- Collège Boris Vian à Paris 17e Ville de Paris.
- Opération Alésia-Montsouris : 30 logements PLA pour Logis-Transport et 11 500 m2 de bureaux et restaurant d’entreprise pour la SARI.
- Opération expérimentale de 24 maisons individuelles à ossature et façades métalliques à Saint-Nazaire[17].
- Construction du Commissariat Central du 11e arrondissement à Paris pour la préfecture de Police.
- Projet de Tour mixte habitations- bureaux de 35 étages à Boston (Tour Comète).

### 2010 à 2015
- Construction d’une habitation à l’intérieur de l’atelier du peintre-sculpteur Ivan Messac à Sens.
- Réhabilitation et extension de l’École Normale Israélite Orientale rue Michel-Ange à Paris 16e.
- Surélévation d’un comble et création d’une terrasse rue Madame à Paris 6e[18].
- Construction d’une résidence secondaire à Patmos (Grèce).
- Extensions et transformations de plusieurs maisons dans l’île de Patmos.
- Transformations de plusieurs appartements à Paris.
- Développement et mise au point du projet de la tour Comète pour un site parisien.

## Distinctions
- Membre de l'Académie d'Architecture.
- Chevalier de l'ordre des Arts et des Lettres.

## Publications

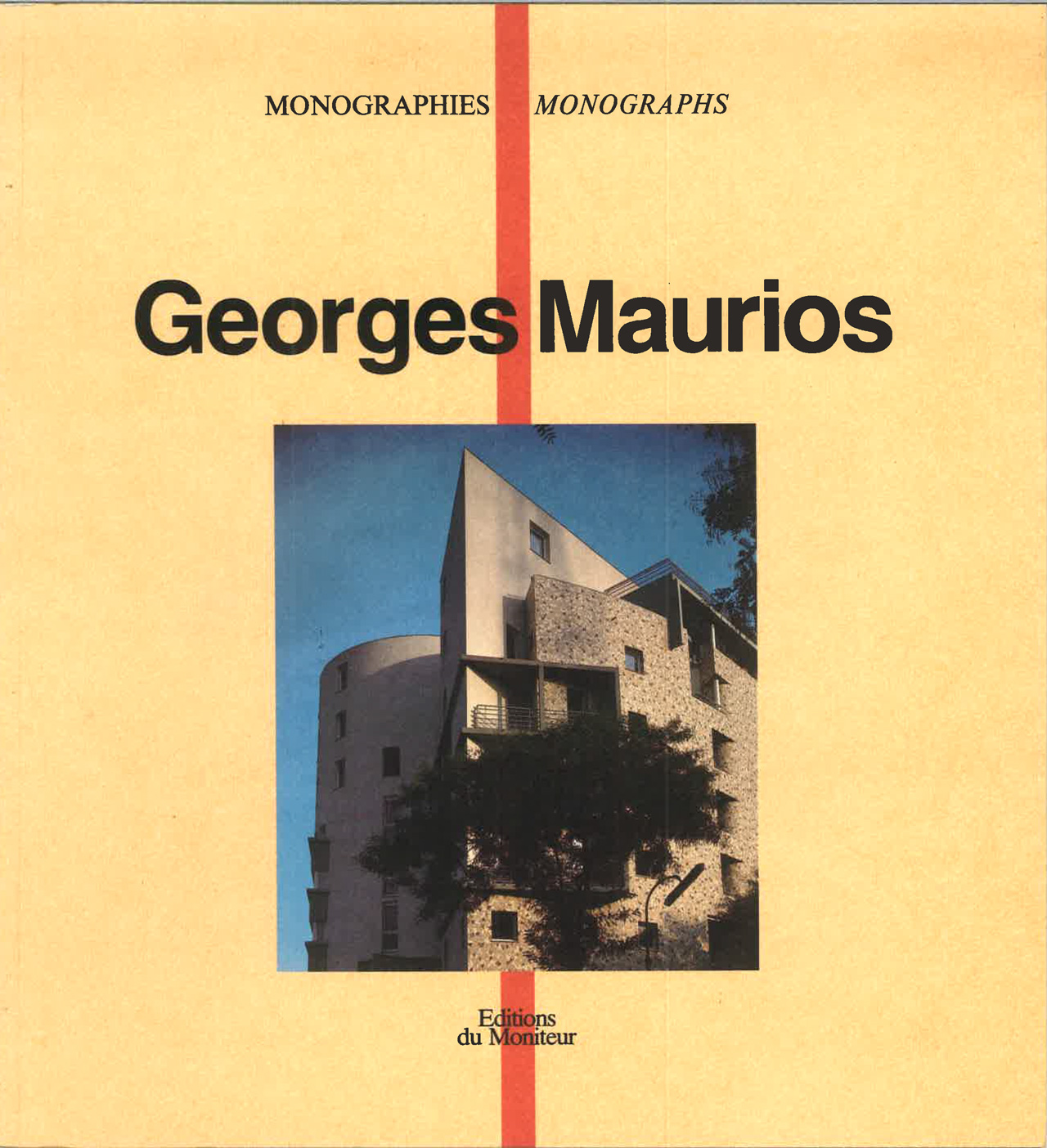

- Monographies Georges Maurios - Editions du Moniteur.

## Opinions
En 2015, il dénonce le projet de construction de la Tour Triangle.